# Jonas Petersen
Jonas Laurits Klaus Petersen (* 1. Oktober 1898 in Maniitsoq; † unbekannt) war ein grönländischer Katechet und Landesrat.

## Leben
Jonas Petersen war ein Sohn des Oberkatecheten Elias Kristian Frederik Peter Petersen (1856–?) und dessen Ehefrau Bertheline Margrethe Ane Maria Skifte (1856–?). Jonas wurde wie sein Vater zum Katecheten ausgebildet. 1928 zog er nach Qasigiannguit, wo er als Oberkatechet tätig war und von 1933 bis 1938 in den nordgrönländischen Landesrat gewählt wurde. 1979 wurde er zum Ehrenbürger von Qasigiannguit ernannt.